# Convertor analogic-numeric
CAN sau Convertor analogic-numeric (convertor analogic-digital) reprezintă un bloc sau un circuit care poate accepta o mărime analogică (curent, tensiune) la intrare, furnizând la ieșire un număr care constituie o aproximare (mai mult sau mai puțin exactă) a valorii analogice a semnalului de la intrare.
Spre deosebire de o mărime analogică ale cărei valori se pot găsi în orice punct din domeniul său de variație, mărimea numerică (sau digitală) posedă numai o variație în trepte. Astfel, întreg domeniul de variație este divizat într-un număr finit de „cuante” (trepte elementare) de mărime determinată de rezoluția sistemului, în acest mod, diferența între cele mai apropiate valori numerice nu poate fi făcută mai mică decât această treaptă elementară, ceea ce face ca, principial, reprezentarea informației sub forma numerică să fie legată de introducerea unei erori, numită eroare de cuantificare.

## Principii de funcționare
Cu toate că un sistem pur analogic este capabil (cel puțin în mod teoretic) de o acuratețe mai bună decât un sistem hibrid (analog/numeric) această acuratețe este rar folosită în mod complet. Acest lucru se datorează formei analogice a semnalului care nu permite o citire, înregistrare sau interpretare de mare exactitate. Pe de-altă parte, datele sub formă numerică reprezintă deja o formă în care se face manipularea, prelucrarea sau memorarea lor, teoretic fără nici o eroare sau practic, cu erori extrem de mici. Odată transformate în forma numerică, datele pot fi prelucrate matematic, sortate, analizate sau folosite pentru diverse funcții de control mult mai precis, rapid și flexibil decât sub formă analogică, în plus, dacă după achiziția lor este nevoie de un volum mare de prelucrare, forma numerică prezintă din nou avantaj deoarece posibilitatea de acumulare a unor erori prin manipulări succesive este extrem de mică. De asemenea, forma numerică prezintă un avantaj considerabil în cazul păstrării datelor pentru durate mari, prin posibilitatea stocării lor în memorii nevolatile de mare capacitate.
Orice mărime electrică, având o formă analogică trebuie transformată în prealabil, într-o formă numerică pentru a putea fi prelucrată sub o formă sau alta de un astfel de sistem de prelucrare.
Este evident că un convertor A/N care prelucrează un semnal provenind de la un traductor de temperatură nu poate fi folosit la codificarea unui semnal video produs de o cameră de luat vederi. Cerințele impuse de fiecare dintre cazurile de mai sus sunt extrem de diferite, ele fiind determinate de caracteristicile diferite de frecvență (lărgimea de bandă) ale semnalelor supuse conversiei, precum și de exactitatea cu care este necesară codificarea numerică a informației analogice. Din acest punct de vedere există o serie întreagă de sisteme de conversie analog/numerică, începând cu cele mai lente, destinate conversiei semnalelor statice, de bandă foarte joasă si ajungând până la sistemele de conversie ultra rapide, folosite la conversia semnalelor de bandă foarte largă (radar, TV etc.).
De cele mai multe ori, datele obținute în urma achiziției și prelucrării numerice trebuie să fie utilizate tot sub forma analogică. Această cerință impune transformarea formei lor numerice în formă analogică, proces care se realizează cu convertorul numeric-analogic (CNA).

## Terminologie și parametri caracteristici convertoarelor analog-numerice

### Bit
Denumirea din limba engleză a cifrei binare, „bit”, se folosește în primul rând în legătură cu sistemul de numerație binar, cu sensul ei propriu, în conversia de date analog-numerică si numeric-analogică ea este folosită într-un sens mai larg pentru a exprima tot ceea ce este legat de producerea sau conversia unui bit. Astfel se folosesc noțiunile „curent de bit”, „tensiune de bit” sau „rețea rezistivă de N biți”, etc. în fiecare din aceste cazuri această noțiune poartă cu sine proprietățile cifrei binare - cele două stări, corespunzătoare valorilor binare „0” și „1” și ponderea dată de poziția în număr.

#### Bit de semnificație maximă (BSMax, MSB)
În sistemul de numerație binar, bitul de semnificație maximă este cifra poziționată (de obicei) la scriere în partea de extremă stângă și care are ponderea maximă în număr.

#### Bit de semnificație minimă(BSMin, LSB)
În sistemul de numerație binar, cifra cea mai puțin semnificativă este bitul de semnificație minimă, amplasat de regulă în extrema dreaptă a numărului. 
Acest bit poartă într-un sistem numeric cea mai mică informație care are sens, reprezentând deci rezoluția sistemului respectiv. Din această cauză toate erorile analogice trebuie să reprezinte fracțiuni din valoarea (curent sau tensiune) asociată acestui bit.

### Codificator
În conversia de date un circuit de codificare reprezintă un convertor analogic-numeric. El mai este denumit digitizor sau cuantificator.

### Cuantificare
Divizarea intervalului de variație (tensiune, curent) al unei mărimi analogice într-un număr determinat de trepte („cuante") de amplitudine egală, în scopul exprimării valorii analogice sub formă de număr, constituie procesul de cuantificare al unui semnal analogic. 
Mărimea treptelor rezultate în urma cuantificării este egală cu raportul dintre valoarea intervalului maxim de variație și numărul lor, fiecare astfel de „cuantă” fiind delimitată de două nivele de cuantificare succesive.

### Caracteristică de transfer
Dependența dintre mărimea de ieșire a unui convertor și mărimea sa de intrare reprezintă caracteristica de transfer a convertorului. Deoarece una dintre cele două mărimi are întotdeauna o variație analogică iar cealaltă o variație numerică, caracteristica de transfer atât a unui CAN cât si a unul CNA are o variație în trepte.

### Rezoluție[1]
Rezoluția unui convertor este parametrul care caracterizează numărul de stări (nivele) distincte care pot fi deosebite de convertor. De obicei, rezoluția se exprimă în biți, în procente din valoarea diapazonului de ieșire sau intrare sau în număr de nivele de cuantificare (CAN).
Rezoluția unui CAN determină numărul nivelelor (treptelor) de cuantificare ale mărimii analogice de intrare. Deoarece domeniul de intrare are o valoare determinată, rezoluția unui CAN caracterizează capacitatea acestuia de a „rezolva”(deosebi) două nivele apropiate ca valoare, fiind definită de mărimea variației de intrare necesară pentru a produce la ieșire a convertorului două schimbări de coduri consecutive. Această variație este măsurată de la nivelul de intrare la care se face trecerea între treptele {\displaystyle \ N_{k-1}} ÷ {\displaystyle \ N_{k}} și până la nivelul care produce schimbarea treptelor {\displaystyle \ N_{k}} ÷ {\displaystyle \ N_{k+l}}.
Pentru un convertor având domeniul de intrare Vmax, o rezoluție de n biți este echivalentă cu o variație a 
tensiunii de intrare egală cu raportul {\displaystyle \ V_{max}/2^{n}}. Se observa că în acest mod ea este practic aceeași cu lățimea canalului sau treptei de cuantificare a CAN. Spre exemplu, un CAN cu o rezoluție de 12 biți, care are deci 4096 de trepte de cuantificare, poate „rezolva”(discrimina) {\displaystyle \ 1/2^{12}} din valoarea domeniului de intrare. Pentru un domeniu de 10 V această rezoluție înseamnă {\displaystyle \ 10V/2^{12}} = 2,45 mV, valoarea treptei de cuantificare. 
În aplicațiile CAN la multimetrele numerice se obișnuiește ca rezoluția să se exprime în cifre zecimale, în acest caz se folosește terminologia {\displaystyle 3^{\frac {1}{2}},} , {\displaystyle 4^{\frac {1}{2}},}, etc., cifre zecimale (digiți). Semnificația acestei exprimări este: rezoluția {\displaystyle 3^{\frac {1}{2}},} digiți corespunde numărului 1999 (respectiv sub formă de raport l:2000; rezoluția {\displaystyle 4^{\frac {1}{2}},} digiți corespunde numărului 19999 (respectiv raportul l: 20.000) etc. 
Rezoluția constituie un parametru de proiectare și nu o performanță specifică. Această afirmație trebuie înțeleasă în sensul că „un anumit convertor a fost proiectat să aibă o rezoluție de n biți”

### Lățime de cod[1]
Lățimea de cod sau precizia de măsurare este variația minimă detectabilă a semnalului măsurat și corespunde variației bitului cel mai puțin semnificativ (LSB) din numărul binar generat de către convertorul analog – digital în urma măsurării. Lățimea de cod poate fi calculată cu formula:
```
          

  

    

      

        
l

        

          

            

              
a

              
ˇ

            

          

        

        
t

        
i

        
m

        
e

        
 

        
c

        
o

        
d

        
=

        

          

            

              
l

              
u

              
n

              
g

              
i

              
m

              
e

            

            

              
2

              

                
r

                
e

                
z

                
o

                
l

                
u

                
t

                
i

                
e

              

            

          

        

      

    

    
{\displaystyle l{\check {a}}time\ cod={\frac {lungime}{2^{rezolutie}}}}

  

```

Spre exemplu pentru o placă de achiziție cu rezoluția de 12 biți cu un interval de intrare de la 0 la 10V va detecta o modificare de 2,4 mV în timp ce aceeași placă cu un interval de intrare de la –10 la 10V va detecta o modificare de 4,8 mV
```
          

  

    

      

        

          

            

              
l

              
u

              
n

              
g

              
i

              
m

              
e

            

            

              
2

              

                
r

                
e

                
z

                
o

                
l

                
u

                
t

                
i

                
e

              

            

          

        

        
=

        
10

        

          
/

        

        

          
2

          

            
12

          

        

        
=

        
2

        
,

        
4

        
m

        
V

      

    

    
{\displaystyle {\frac {lungime}{2^{rezolutie}}}=10/2^{12}=2,4mV}

  

```

```
          

  

    

      

        

          

            

              
l

              
u

              
n

              
g

              
i

              
m

              
e

            

            

              
2

              

                
r

                
e

                
z

                
o

                
l

                
u

                
t

                
i

                
e

              

            

          

        

        
=

        
20

        

          
/

        

        

          
2

          

            
12

          

        

        
=

        
4

        
,

        
8

        
m

        
V

      

    

    
{\displaystyle {\frac {lungime}{2^{rezolutie}}}=20/2^{12}=4,8mV}

  

```

Un convertor A/D cu o rezoluție mai mare (in exemplu de 16 biti) va furniza o lățime de cod mai mică pentru cele 2 intervale menționate mai sus:
```
          

  

    

      

        

          

            

              
l

              
u

              
n

              
g

              
i

              
m

              
e

            

            

              
2

              

                
r

                
e

                
z

                
o

                
l

                
u

                
t

                
i

                
e

              

            

          

        

        
=

        
10

        

          
/

        

        

          
2

          

            
16

          

        

        
=

        
0

        
,

        
15

        
m

        
V

      

    

    
{\displaystyle {\frac {lungime}{2^{rezolutie}}}=10/2^{16}=0,15mV}

  

```

```
          

  

    

      

        

          

            

              
l

              
u

              
n

              
g

              
i

              
m

              
e

            

            

              
2

              

                
r

                
e

                
z

                
o

                
l

                
u

                
t

                
i

                
e

              

            

          

        

        
=

        
20

        

          
/

        

        

          
2

          

            
16

          

        

        
=

        
0

        
,

        
3

        
m

        
V

      

    

    
{\displaystyle {\frac {lungime}{2^{rezolutie}}}=20/2^{16}=0,3mV}

  

```

### Eroare de cuantificare[2]
Pentru un convertor cu N biți domeniul maxim de variație este divizat în 2N intervale (canale) discrete. Toate semnalele care au nivelele cuprinse între valorile care delimitează un astfel de canal vor fi codificate în același mod (prin același număr). Principial deci, există o incertitudine (eroare) de cuantificare egală cu ± 1/2 BSMin, care depinde de rezoluția convertorului. Această eroare apare foarte clar în următoarea figură, care reprezintă funcția de transfer a CAN, ea fiind diferența intre caracteristica ideală de transfer a CAN și dreapta dusă prin origine si maximul diapazonului. Intuitiv se constată că pe măsură ce rezoluția crește, lățimea unui canal scade, determinând reducerea corespunzătoare a maximului acestei erori. Evident, un CAN cu o rezoluție infinită va prezenta o eroare de cuantificare nulă.

## Galerie foto
|                                                                                  |
| AD570 primul circuit monolitic ADC 10-biți produs de Analog Devices în anul 1978 |

|                                                         |
| fotografia pastilei de siliciu pentru AD570 ADC 10-biţi |

|                                                                       |
| ICL7107 Convertor monolitic A/D pe 3 și 1/2 digiți produs de INTERSIL |

|                                                                      |
| fotografia pastilei de siliciu pentru ICL7107 A/D pe 3 şi 1/2 digiţi |